# 세라 윈터
세라 윈터(Sarah Wynter, 1973년 2월 15일 ~ )는 오스트레일리아의 배우이다.

## 출연작품
- 6번째 날 (The 6th Day) (한국어 성우 : 송덕희)
- 데드 존 (The Dead Zone)
- 쓰리 달러스 (Three Dollars)
- 24 (시즌 2, 한국어 성우:윤성혜)
- 윈드폴 (Windfall)
- 게놈 프로젝트 (한국어 성우 : 은영선)